# تايغا
يُشار إلى التَّيْجا (بالروسية: тайга́)‏؛ (بالروسية: tɐjˈɡa)‏

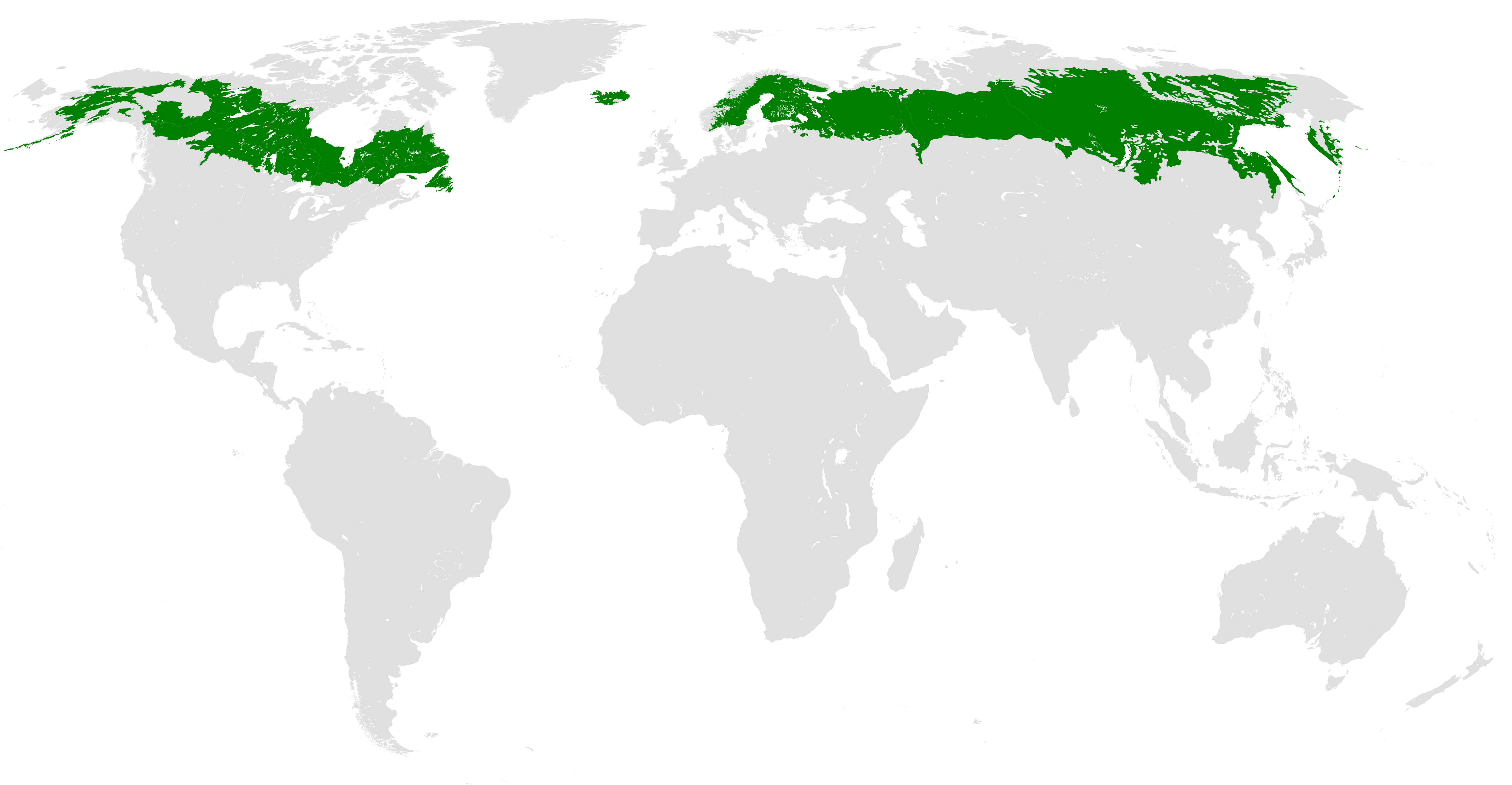
امتداد الغابات الشمالية في أعالي دوائر العرض الشمالية

 (كلمة مصدرها اللغتان المنغولية والتركية) في أمريكا الشمالية بالغابة الشمالية أو الغابة الثلجية، وهي إقليم أحيائي يتصف باحتوائه على الغابات المخروطية التي تتألف بشكل رئيسي من الصنوبر والتنوب والأرزية (اللارِكس).
التيجا أو الغابة الشمالية هي أكبر إقليم أحيائي بري في العالم. تغطي في شمال أمريكا معظم المناطق الداخلية في كندا وألاسكا وأجزاء من شمال الولايات المتحدة المجاورة. تغطي التايغا في أوراسيا معظم أجزاء السويد وفنلندا وأجزاء كبيرة من النرويج وإستونيا وبعض أجزاء مرتفعات اسكتلندا وبعض المناطق المنخفضة والساحلية في أيسلندا ومعظم الأراضي في روسيا وتمتد من كاريليا في الغرب إلى المحيط الهادئ (شاملة سيبيريا) والمناطق الشمالية من كازخستان وشمال منغوليا وشمال اليابان (على جزيرة هوكايدو). ومع ذلك تختلف أنواع الأشجار الرئيسية وطول فترة النمو ودرجات الحرارة في فصل الصيف. على سبيل المثال، تتألف التيجا في أمريكا الشمالية بشكل رئيسي من أشجار التنوب، بينما تتألف التيجا الاسكندنافية والفنلندية من مزيج من أشجار التنوب والصنوبر والبَتولا (شجرة القضيب)؛ وتتألف التيجا الروسية من التنوب والصنوبر والأرزية وذلك تبعًا للمنطقة، في حين أن التيجا في سيبيريا الشرقية عبارة عن غابة شاسعة من أشجار الأرزية.
غالبًا ما نواجه استخدامات مختلفة لمصطلح التايغا في اللغة الإنجليزية، فيُستخدم مصطلح «الغابة الشمالية» في الولايات المتحدة وكندا للإشارة إلى الجزء الموجود في المناطق الجنوبية من الإقليم الأحيائي، بينما يُستخدم مصطلح «التيجا» لوصف المناطق القاحلة في الجزء الشمالي الأقصى من الإقليم الأحيائي التي تقترب من خط الشجر وإقليم التندرا. يُناقش هوفمان (1958) منشأ هذا الاستخدام المختلف في أمريكا الشمالية ولماذا يُعتبر استخدامًا غير مناسب للمصطلح الروسي. على الرغم من أن التايغا تتدرج في المرتفعات العالية إلى تندرا ألبية (alpine tundra) في غابات الأشجار الملتوية (Krummholz)، فهي لا تتبع حصرًا للإقليم الإحيائي الألبي، وعلى عكس الغابة شبه الألبية، فإن الكثير من التايغا هي أراضٍ منخفضة.

## المناخ والجغرافيا

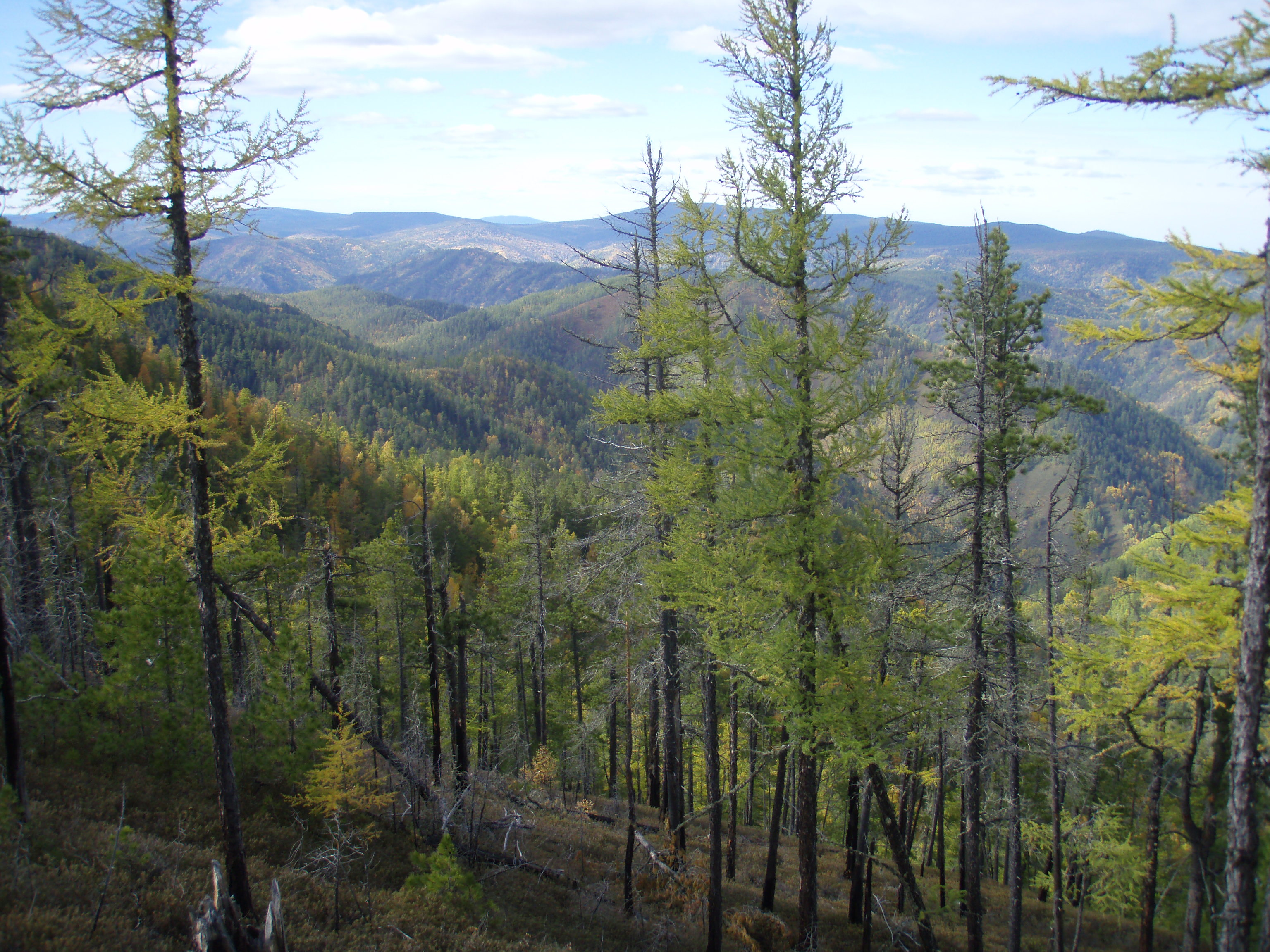
التايغا في سيبيريا

التايغا هي أكبر الأقاليم الأحيائية البرية في العالم (يمكن اعتبارها ثاني أكبر إقليم أحيائي بعد أراضي الشجيرات الصحراوية والقاحلة ويتبع ذلك إلى تعريف الإقليم الأحيائي المعتمد)، وتغطي 17 مليون كيلومتر مربع (6.6 مليون ميل مربع) أو 11.5% من مساحة اليابسة على الكرة الأرضية. تقع أكبر مناطق التايغا في روسيا وكندا. التايغا هي إقليم مناخي بري يمتلك أقل معدل سنوي لدرجات الحرارة بعد التندرا ومناطق المناخ الجليدي الدائم. تكون درجات الحرارة الدنيا في التايغا الشمالية عادةً أقل من نظيراتها في التندرا. سُجِّلت أخفض درجة حرارة موثقة في نصف الكرة الشمالي في تايغا الشمال الشرقي الروسي. تتمتع التايغا أو الغابات الشمالية بمناخ شبه قطبي يمتلك مدىً واسعًا من درجات الحرارة بين الفصول، ولكن الشتاء الطويل والبارد هو السمة الغالبة. ويوافق ذلك على تصنيف كوبن للمناخ: مناخ شبه قطبي (Dfc) ومناخ شبه قطبي متأثر برياح موسمية (Dwc) ومناخ شبه قطبي متأثر بمناخ متوسطي (Dsc) ومناخ شبه قطبي شديد البرودة (Dfd) ومناخ شبه قطبي متأثر برياح موسمية (Dwd). وهذا يعني صيف قصير (متوسط الحرارة اليومي 10 ْم أو أكثر) يستمر 1-3 أشهر وأقل من 4 أشهر بشكل دائم. يتراوح معدل درجات الحرارة في التايغا السيبيرية بين -6 ْم -50 ْم. يوجد أيضًا مناطق أقل اتساعًا تتدرج نحو المناخ المحيطي (Cfc) ذات شتاء أكثر اعتدالًا، بينما تسود المناخات القارية الرطبة (المناخ القاري الرطب ذو الصيف الحار (Dfb) والمناخ القاري الرطب ذو الصيف الحار المتأثر برياح موسمية (Dwb)) بصيف أطول في أقصى الجنوب والغرب (في أوراسيا). يتراوح متوسط درجات الحرارة السنوي بشكل عام بين -5 ْم و5 ْم، ولكن يوجد مناطق تايغا في شرق سيبيريا والمناطق الداخلية من ألاسكا - يوكون حيث يتدنى متوسط درجات الحرارة ليصل إلى -10 ْم. وفقًا لبعض المصادر، تتدرج الغابات الشمالية إلى غابات مختلطة معتدلة عندما يصل متوسط درجات الحرارة السنوي إلى 3 ْم. توجد الجليد الدائم المتقطع في المناطق التي يكون متوسط درجات الحرارة السنوي فيها أخفض من درجة التجمد (0 ْم)، بينما يوجد الجليد الدائم المستمر في المناطق المناخية شبه القطبية شديدة البرودة (Dfd) وشبه القطبية شديدة البرودة المتأثرة برياح موسمية (Dwd) ويقيد نمو الأشجار ذات الجذور السطحية جدًا مثل الأرزية السيبيرية. يستمر الشتاء بمعدل درجات حرارة أخفض من درجة التجمد 5-7 أشهر. تتراوح درجات الحرارة خلال السنة بين -54 ْم و30 ْم. يكون فصل الصف قصيرًا ودافئًا بشكل عام ورطبًا. تكون درجة النهار النموذجية في معظم أجزاء التايغا في فصل الشتاء -20 ْم، وفي فصل الصيف 18 ْم.
يكون فصل النمو الذي ينبت فيه الغطاء الأخضر في التايغا عادةً أطول بقليل من التعريف المناخي لفصل الصيف نظرًا إلى أن النباتات في إقليم الغابات الشمالية المناخي تمتلك عتبة حرارية منخفضة لتحفيز النمو. يقدر فصل النمو في كندا واسكندنافيا وفنلندا عادةً بالفترة من السنة التي يصل فيها المتوسط اليومي لدرجات الحرارة إلى 5 ْم أو أكثر. يتراوح فصل النمو في سهول التايغا في كندا بين 80 و150، وفي منطقة درع التايغا بين 100 و140 يوم. تدعي بعض المصادر بأن طول موسم النمو النموذجي للتايغا هو 130 يوم. تشير مصادر أخرى إلى أن ما يميز فصل الصيف في التايغا هو 50-100 يوم خالٍ من الصقيع. أشارت البيانات المأخوذة من مواقع جنوب غرب إلى 80-120 يوم خالٍ من الصقيع.